# Grassholm
Grassholm är klippor i Sydgeorgien och Sydsandwichöarna (Storbritannien). De ligger i den nordvästra delen av Sydgeorgien och Sydsandwichöarna.
Terrängen runt Grassholm är huvudsakligen kuperad, men den allra närmaste omgivningen är platt. Havet är nära Grassholm åt sydväst.  Det finns inga samhällen i närheten. 